# توم مكدونالد
توم مكدونالد (بالإنجليزية: Tom McDonald)‏ (1959 بفيلادلفيا في الولايات المتحدة - ) هو لاعب كرة قدم أمريكي في مركز الدفاع. لعب مع بيتسبرغ سبيريت ‏ وفورت لودردايل سترايكرز.